# Lengwil
Lengwil – miejscowość i gmina (Politische Gemeinde) w północno-wschodniej Szwajcarii, w kantonie Turgowia, w okręgu (Bezirk) Kreuzlingen.
Gmina została utworzona w 1998 roku poprzez połączenie gminy Illighausen z gminą Oberhofen bei Kreuzlingen utworzoną w 1160 roku jako Obirhovin.

## Demografia
W Lengwil mieszkają 1 723 osoby. W 2021 roku 28,1% populacji gminy stanowiły osoby urodzone poza Szwajcarią.

W 2000 roku 96,1% populacji mówiło w języku niemieckim, 0,9% w języku włoskim, a 0,6% w języku angielskim.